# براق حسن
براق حسن (بالإنجليزية: Burak Hasan)‏ هو لاعب تايكوندو أسترالي، ولد في 4 يوليو 1985 في ملبورن في أستراليا.

## وصلات خارجية
- براق حسن على موقع TaekwondoData.com (الإنجليزية)
- براق حسن على موقع أوليمبيديا (الإنجليزية)
- براق حسن على موقع اللجنة الأولمبية الأسترالية (الإنجليزية)